# Bombeattentater i Bangkok
Bombeattentater i Bangkok. Den 17. august 2015, eksploderede en kraftig bombe i Thailands hovedstad Bangkok. Den dræbte 20 personer og omkring 125 kom til skade. Ingen påtog sig skyld for bomben. To etniske uighurere, Adem Karadag og Yusufu Mieraili, blev anholdt mistænkt for at stå bag bomberne, hvilket de har tilstået under politiafhøringer. Retssagen begyndte først i maj, 2017, efter lange uoverensstemmelser om tolke.
Der var i 2015 yderligere tre mindre bombeseksplosioner i Bangkok, alle uden at forvolde egentlig skade.

## Bombeattentater 2015
Den 17. august, 2015, klokken 18:58 lokaltid eksploderede en kraftig bombe midt i den travle myldretid på et af Bangkoks befærdede hovedstrøg, Rajaprasong krydset ved den brahmanske helligdom Erawan, et område med byens største indkøbscentre (Central World og Siam Paragon) og adskillige hoteller benyttet af forretningsfolk og turister. Bomben krævede mindst 20 dødsofre og flere end 100 tilskadekomne, heriblandt adskillige udlændinge. Da mange asiatiske turister besøger Erawan helligdommen, var de i overtal blandt de udenlandske ofre, især kinesere og malajer. Der var angiveligt ingen danskere eller skandinaver blandt ofrene, men den 18. august manglede man stadig identifikation af syv dødsofre. Nyhedsrapportere omtalte yderligere to udetonerede bomber i den kaotiske informationsstrøm umiddelbart efter eksplosionen, dette blev dog senere afvist af politiet. Ingen har taget ansvar for bomben, og der cirkulerede forskellige teorier om sammenfald med urolighederne i landets tre sydlige provinser, om politisk motiveret, og om udenlandsk terror. Myndighederne afviste hurtigt sammenhæng til oprørsbevægelserne, da bomben var fremstillet med sprængstoffet TNT, hvilket er anderledes end de tidligere mindre bomber, der kendes fra det muslimske oprør sydpå, som over en 10-årig periode har krævet flere end 6.000 dødsofre.
Bomben var placeret på en bænk bag en stolpe i hegnet til Erawan helligdommen. Dagen efter blev billeder og videosekvenser fra områdets overvågningskameraer offentliggjort. De viste en mand i gul t-shirt, der klokken 18:53 kom ind på området med en rygsæk, som han placerede på bænken op ad stolpen, hvorefter han brugte sin mobiltelefon, muligvis som fotokamera, og derefter hastigt forlod området uden rygsæk 18:57. 1 minut derefter efter eksploderede bomben.
Den 18. august, 2015, klokken 14:39 lokaltid detonerede endnu en bombe ved Chao Phraya flodens Taksin-bro (King Taksin Bridge, Sathon Road), et travlt knudepunkt mellem Bangkoks moderne højbane, BTS Sky Train, og de traditionelle vandbusser (Express Ferry), som transporterer folk ad floden og gennem en del af byens kanaler. Bomben blev kastet ud fra broen ned mod passagerplatformen mellem tog og færger, men ramte en stolpe og røg i floden, hvor den detonerede med en efter sigende 10 meter høj vandbølge. Ingen kom til skade ved eksplosionen. Myndighederne oplyste at bomben var af samme type, rørbombe med TNT, som den aftenen før, men af noget mindre styrke – dog var begge bomber rettet mod mål med mange turister og til hensigt at dræbe mennesker.
Juntaleder og premierminister Prayut Chan-ocha udtalte, at bomben ved den kombinerede hindu-buddhistiske helligdom var den værste nogensinde, samt at den mistænke person på overvågningskameraernes optagelser menes at tilhøre en regeringsfjendtlig gruppe i det nordøstlige Thailand, der er hovedbase for den såkaldte rødskjorte-bevægelse, som er imod militærjuntaen og dens tilhængere blandt den rivaliserende fløj, kaldt gulskjorterne. Nogle udenlandske medier har kritiseret militærjuntaen for at styre medierne gennem censur, og alene frigive den information, de ønsker skal komme frem.
Adskillige lande har opgraderede deres rejsevejledning for Bangkok, den danske ambassade opfordrede danskere ”til at følge situationen nøje og til altid at følge myndighedernes anvisninger”. 
Myndighederne udsendte den 19. august fantom-tegning af mistænke, og oplyste desuden, at han blev kørt fra Erawan helligdommed af en motorcykel-taxi (en blandt thaier populær transport, hvor man sidder bag på en motorcykel, der kommer hurtigere frem end biler i kaotisk trafik). Motorcykelføreren fortalte, at hans kunde var rolig, synes at være udlænding, han havde ikke havde talt, men blot vist en seddel med latinske bogstaver (ikke thai skrifttegn) på adressen han ønskede at blive kørt til, Silom Soi 9, hvor han forsvandt ind i sidegaden. Under køreturen havde mistænkte talt i mobiltelefon på et ukendt sprog. Politichefen udtalte, at der må være tale om en gruppe, da mistænke må have haft lokale hjælpere. En tuk-tuk (trehjulet motorcykel taxi) chauffør meldte sig og fortalte, at han havde kørt den mistænkte fra en autoreparations-garage et sted mellem hovedbanegården, Hua Lamphong Railway Station, og Chulalongkorn Universitetet. Mistænkte talte ikke, men viste blot chaufføren et kort hvorpå Grand Hyatt Erawan Hotel var markeret. Senere meldte en taxi chauffør sig og oplyste, at han havde kørt mistænkte i den gule t-shirt med rygsæk fra Charn Isara-bygningen til Hua Lamphong-banegården. Chaufføren forstod ikke det sprog mistænkte talte, men forstod ordet "Hua Lamphong".
Antallet af omkomne blev reduceret fra 22 til 20, heraf 10 asiatiske udlændinge og 1 brite, uklarheden skyldtes de mange enkelte kropsdele fundet efter bombeeksplosionen. Antallet af tilskadekomne fra bomben med angiveligt 3 kg sprængstof, blev oplyst til 126. Brahman-figuren i helligdommen fik kun mindre skader - selv om afstanden til eksplosionen blot var 5 meter, og bygninger flere hundrede meter væk fik ruderne blæst ind - og den blev genåbnet for besøgende den 19. august, 2015.
FN's generalsekretær Ban Ki Moon kondoler, men opgør ikke bombeeksplosionen som en terrorhandling.
Udenlandske medier spekulerede i årsager til bomberne, som ingen har påtaget sig skyld for. ABC News nævner de tre mest nærliggende scenarier:

Rødstrøjerne, en gruppe som er imod militærstyret og støtter de tidligere i 2006 og 2014 afsatte premierminstre, Thaksin Shinawatra og hans lillesøster Yingluck Shinawatra. Juntaen var hurtigt ude og nævne forbindelse til rødtrøjerne. Imod denne mulighed nævner flere thaianalytikere, at det er højst usandsynligt, da bevægelsen ville miste sin ellers ganske store folkelige opbakning.

Islamiske oprørere fra syd, der har bekæmpet de siddende regeringer i Bangkok gennem årtier. Imod dette taler, at oprørsbevægelserne hidtil kun har foretaget angreb i de tre sydlige provinser, og primært søger materielle ødelæggelser.

Islamisk Stat (ISIL), hvor en Hindu-helligdom ikke passer ind i deres fundamentale ideologi. Imod dette spørges, hvorfor Thailand, der på ingen måde er indblandet i konflikten i Iraq og Syrien? Yderligere nævner analyrikere, at Islamsik Stat typisk ville angribe mere udprægede turistmål, som Sousse-stranden i Tunesien, hvilket i Thailand kunne svare til Phuket eller Koh Samui.

Den engelsksprogede Bangkok-avis The Nation nævnte yderligere:

Uighurere, en sunni-muslimsk kinesisk minoritet, som regeringen nyligt sendte en gruppe på omkring 100 flygtninge tilbage til Kina, de var på vej til Tyrkiet. Handlingen skabte udenlandsk medieomtale og demonstrationer ved Thailands ambassade i Tyrkiet. Da bomberne den 17. og 18. august var af en hidtil i Thailand ukendt type, kan de have forbindelse til uighurere, men politiet er af den opfattelse, at den lille kinesiske minoritet ikke er i stand til at udføre et så fatalt angreb.

Den 29. august om eftermiddagen anholdt politiet en mistænkt i Bangkoks Nong Chok distrikt i forbindelse med de to bomber. Manden er ikke den efterlyste person, der anbragte bomben ved Erawan Helligdommen, men antages at være en medhjælper. Mistænkte angives som en 28-årig udlænding, med et tyrkisk pas lydende på navnet Adem Karadag, passet er tilsyneladende falsk (forkert engelsk tekst og fejl i stavemåde for Istanbul). Anholdte havde siden juli måned haft tre-fire forskellige lejemål, hvor politiet fandt materialer til fremstilling af bomber, tilsvarende de to der blev detoneret den 17. og 18. august. Politiet fremviste adskillige billeder på sociale medier, blandt andet mistænktes falske tyrkiske pas, en stak ældre tyrkiske pas, detonatorer og andet bombemateriale, samt en selvmordbombevest. Efterfølgende har NCPO (militærjuntaens Nationale Komite for Fred og Orden) i deres daglige TV-informations program oplyst, at delinger af fotografiet med selvmordbombevesten er forbudt, de det kan skabe frygt. Senere blev den hovedmistænkte gerningsmand, Yusufu Mieraili, anholdt. Begge er etniske uighurere, og de har under politiafhøringer erkendt at have fremstillet og placeret bomben ved Erawan-helligdommen. Først knap to år senere, i maj 2017, begyndte de første retsmøder efter lange uoverensstemmelser om tolke for de hovedmistænkte. Efterfølgende trak begge mistænkte deres erkendelse af skyld tilbage og hævdede, at de havde erkendt under tvang. Retssagen foregik ved Militærdomstolen i Bangkok (Bangkok Military Court) og sagen var langsom. De mistænkte havde ved udgangen af september (2017) været til 13 retsmøder, militærets advokat erklærede, at 447 vidner skal interviewes, før en dom kan afgives. Næsten et år senere var kun otte vidner afhørt. Den langsomme sagbehandling skyldtes dels, at det var en militærdomstol, dels at hvert vidnet blev afhørt ad flere gange, og dels at de tiltalte kun ville acceptgere tolke, de i forvejen havde tillid til, hvorfor det var vanskeligt at skaffe tolke. Retssagen skønnedes at kunne komme til at vare til 2020.
Den 7. november 2024 blev den thailandske kvinde, Wanna Suansan, som havde lejet en lejlighed, hvori bomberne formodes fremstillet, frikendt. Hendes involvering kunne ikke dokumenteres. Der var ingen beviser for at hun havde hjulpet gerningsmændene eller endda kendt dem ud over potentielt at leje lejligheden i god tro, som hun hævdede var for bekendte til hendes tyrkiske mand, der er en anden mistænkt, men ikke varetægtsfængslet. De to hovedmistænkte, hvor der er både video- og DNA-beviser, var forsat tilbageholdt. Deres retsager forventes ført i marts 2025.
De fleste analytikere har konkluderet, at bombeangrebet var uighur-militantes arbejde som hævn for, at militærregeringen nogle måneder tidligere med tvang havde hjemsendt flere end hundrede uighurer til Kina, mod deres vilje.
Der har tidligere være to små bombeattentater i Bangkok siden militærkuppet i 2014. Den 1. februar, 2015, eksploderede en lille bombe foran Siam Paragon indkøbscentret, få personer fik mindre skrammer, ingen mistænkte. Den 17. marts, 2015, blev en håndgranat kastet ind i kriminalretsbygningen på Ratchadaphisek Road, ingen skader eller tilskadekomne, sikkerhedsvagter anholdt to mistænkte straks efter hændelsen.

## Fotos fra Erawan-bomben i 2015
- Paramedicinere behandler en af de personer, der blev såret ved bombeattentatet (VOA).
- Thai politi efterforsker bombeattentatet (VOA).
- Et billede af stedet hvor bomben eksploderede (VOA).
- Hegnet ved Erawan-helligdommen blev sprængt udad ved eksplosionen (VOA).
- Oprydningsmandskab på Erawan-helligdommen (VOA).
- Erawan-helligdommen genåbnede den 19. august (VOA).
- Blomster efterladt på række med sedler på forskellige sprog ved Erawan-helligdommen den 19. august (VOA).

## Bombe-eksplosion 2017
På tre-årsdagen for 2014-militærkuppet, eksploderede en bombe om formiddagen den 22. maj, 2017, på King Mongkut Hospital, et militærhospital i Bangkok. Eksplosionen skete i et receptionsområde forbeholdt syge og ældre militærofficerer, hvor 21-25 (antal varierer i forskellige kilder) kom lettere til skade, hovedsageligt fra splintret glas. De fleste ofre var pensionerede officerer. Først mente man at der var tale om en ulykke med en eksploderet tryk-tank (kompressor eller gasbeholder), da der ingen ild var i forbindelse med eksplosionen, men politiet fandt et elektronisk kredsløb, som antyder at eksplosionen skyldtes en mindre bombe. Efterfølgende fandt bombehunde spor af sprængstof. Ingen har taget ansvar for eksplosionen. The National Human Rights Commission (Den Nationale Menneskerettighedskommission) fordømte bombangrebet og sagde, at det var en umenneskelig handling og en ubeskrivelig terrorhandling, da hospitalet behandler alle uden forskelsbehandling, ikke kun hærens officerer. Myndighederne kæder bombeeksplosionen sammen med to tidlige mindre hændelser, henholdsvis 15. maj, hvor en mindre bombe eksploderede ved et træ foran Nationalteatret, og den 5. april, hvor en lille rørbombe detonerede foran Regerings Lotteri Kontoret. Begge steder er i samme område som King Mongkut Hospital, og i begge tilfælde kom to personer lettere til skade. Den 15. juni arresterede myndighederne en 62-årig pensioneret elektroingeniør, Wattana Pummares, der oplyses at have tilstået attentatet, samt de to mindre tidligere eksplosioner. I hans lejlighed i Bangkok fandt man materialer til bombefremstilling, magen til de, der var anvendt i hospitalsbomben. I december, 2017, blev han idømt 27 års fængsel, nedsat fra livstid, da han havde tilstået. I januar 2018 blev han idømt yderlige 80-års fængsel for tidligere attentat i 2007. I alt var han tiltalt for fem bomber, så den samlede fængselstraf blev 111 år og seks måneder.

## Bombeattentater 2019
Fredag den 2. august 2019 eksploderede ti mindre bomber i forbindelse med et asiatisk ASEAN-topmøde, hvor USAs udenrigsminister Mike Pompeo også deltog. Eksplosionerne skete fem forskellige steder i Bangkok, blandt andet ved regeringsbygningen. Ifølge myndighederne var attentaterne angiveligt en politisk motiveret, symbolsk skræmmekampagne. Tre gadefejere ved Rama IX-gaden kom lettere til skade, da de undersøgte en genstand, der eksploderede. I alt kom fem mennesker lettere til skade. Yderligere en bombe blev opdaget ved byens politihovedkvarter, men den blev uskadeliggjort.
To mistænkelige unge mænd, der var observeret på overvågning ved politihovedkvarteret, blev samme aften anholdt på vej sydpå ved byen Chumphon. De to unge mænd havde adskillige gange krydset grænsen til Malaysia i en af Thailands sydlige provinser (hvor der er en længevarende konflikt med muslimske oprørere), senest i slutningen af juli, hvorefter de var tage op til Bangkok. De modtog bomberne fra en mand i et indkøbscenter og tog en taxi til politihovedkontoret. De var en del af to teams, der havde boet sammen i et lejet hus. De havde også været med til at placere bomber ved regeringskomplekset. Yderligere to blev anholdt op til 6. august, mistænkt for at have medvirket til brandstiftelse. I alt 15 personer mistænkes for at have være indblandet i eksplosionerne, heraf var ni blevet anholdt i løbet af få dage. Efterforskningen af bombesprængningerne den 2. august blev i midten af august overflyttet til CSD (Crime Suppression Division; dansk: Afdeling for kriminalitetsundertrykkelse). Det antages at de enkelte detonationer var sammenhængende tilrettelagt og har forbindelse til urolighederne i Thailands tre malaj muslimsk dominerede, sydlige provinser.
Tre unge studerende, henholdsvis 15, 16 og 17 år, blev anholdt i forbindelse med bomben ved Rama IX-gaden, hvor tre gadefejere kom lettere til skade. Denne bombe har muligvis ikke relation til de andre bomber, da den er fremstillet helt anderledes. De tre teenagere indrømmede, at have fremstillet bomben, men de troede ikke deres hjemmelavede bombe ville eksplodere.
Søndag den 4. august om eftermiddagen, var der en lille eksplosion ved en vejside i Bangkokbydelen Nonthaburi. Endnu en bombe af samme type – fremstillet af krudt, grus og glasfragmenter i en plastikpose omviklet med sort tape – blev fundet ueksploderet i en æske. Yderligere to såkaldte "ping-pong"-bomber blev fundet ved en 7-Eleven-forretning dagen efter. "Ping-pong bombe" referer til, at størrelsen svarer til en bordtennisbold, der på engelsk også kaldes ping-pong. Politiet mente, at de var hjemmelavede bomber i et lokalt opgør mellem grupper af studerende, eller teenagere der afholdt motorcykelræs.